# Parahormetica monticollis
Parahormetica monticollis är en kackerlacksart som först beskrevs av Hermann Burmeister 1838.  Parahormetica monticollis ingår i släktet Parahormetica och familjen jättekackerlackor. Inga underarter finns listade i Catalogue of Life.